# Cisa

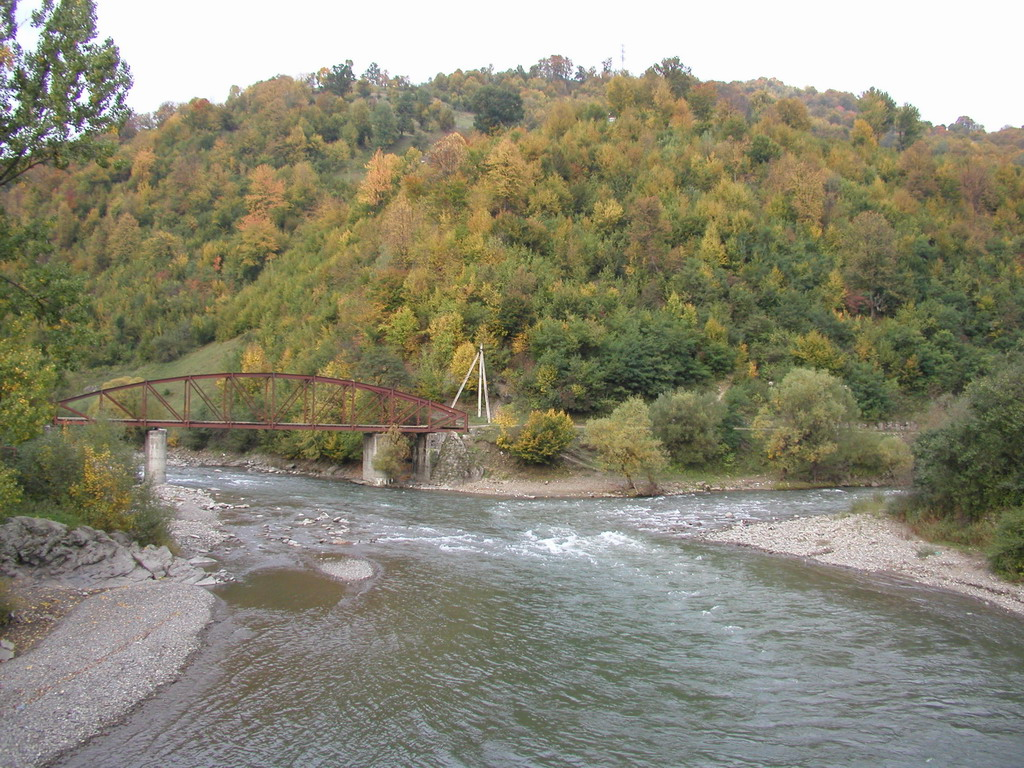
Zbieg Białej i Czarnej Cisy koło Rachowa

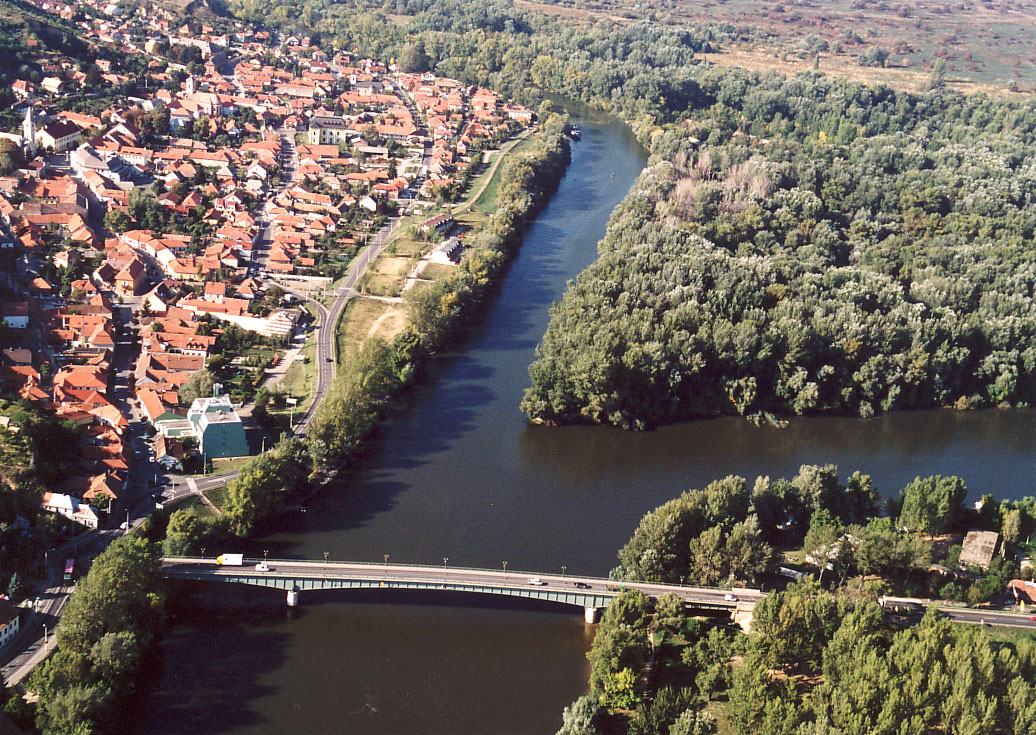
Ujście Bodrogu do Cisy w Tokaju

Cisa (węg. Tisza, ukr. Тиса, słow. Tisa, rum. Tisa, serb. Тиса, niem. Theiß) – rzeka w środkowej Europie, lewostronny dopływ Dunaju. Długość wynosi 966 km (201 km na Ukrainie, 597 km na Węgrzech, 168 km w Serbii; przed regulacją – 1419 km), powierzchnia zlewni – 157 218 km², średni przepływ u ujścia – 776 m³/s.

## Przebieg
Cisę dzieli się na trzy odcinki: górny – do ujścia Samoszu, środkowy – do ujścia Maruszy i dolny – do ujścia.
Cisa powstaje 4 km na północ od miasteczka Rachów w Beskidach Połonińskich na Zakarpaciu z połączenia dwóch źródłowych potoków: Czarnej Cisy, biorącej początek w Gorganach i Białej Cisy, wypływającej w Czarnohorze. Cisa początkowo płynie przez góry na południe, a u ujścia Vișeu ostro skręca na zachód. Na tym odcinku stanowi granicę ukraińsko-rumuńską (62 km). Dalej koło Sihotu Marmaroskiego Cisa wkracza do Kotliny Marmaroskiej.
Przez bramę między masywem Tupego a górami Oaș koło Chustu Cisa wypływa do Kotliny Panońskiej. Początkowo płynie przez jej ukraińską część zwaną Niziną Zakarpacką, następnie przez część węgierską – Równinę Satmarsko-Berehowską. Tutaj skręca na północ, okrążając od północy wysoczyznę Nyírség. Na tym odcinku przyjmuje swój pierwszy wielki dopływ – Samosz. Między miasteczkami Czop i Záhony na granicy węgiersko-ukraińskiej Cisa osiąga najdalej wysunięty na północ punkt swojego biegu. Stąd płynie na południowy zachód (na odcinku 6,5 km stanowi granicę węgiersko-słowacką), rozdzielając dwie podmokłe równiny – Bodrogköz na północy i Rétköz na południu. Następnie Cisa dociera do góry Tokaj, u stóp której przyjmuje swój kolejny wielki dopływ – Bodrog.
Od góry Tokaj dolina Cisy stanowi samodzielną jednostkę geomorfologiczną Wielkiej Niziny Węgierskiej. Oddziela Średniogórze Północnowęgierskie na północy, a następnie Międzyrzecze Dunaju i Cisy na zachodzie od Kraju Zacisańskiego na południowym wschodzie. Cisa płynie na południowy zachód – na tym odcinku przecina wielki sztuczny zbiornik wodny Cisa – po czym stopniowo skręca na południe. Mniej więcej od Szolnoku, gdzie uchodzi do niej Zagyva, Cisa płynie równolegle do Dunaju, około 80 km na wschód od niego. Na tym odcinku Cisa przyjmuje dwa kolejne wielkie dopływy, Keresz i Maruszę, spływające z Kraju Zacisańskiego. Tuż na południe od ujścia Maruszy Cisa przecina granicę węgiersko-serbską. Na tym odcinku oddziela historyczną Baczkę i Banat. Cisa uchodzi do Dunaju naprzeciwko serbskiej wsi Novi Slankamen, w połowie drogi między Nowym Sadem a Belgradem.

## Geografia
Cisa jest najdłuższym dopływem Dunaju, tworzy też największą podzlewnię zlewni Dunaju. Pod względem przepływu jest drugim co do wielkości dopływem Dunaju – po Sawie. Dorzecze Cisy obejmuje terytoria pięciu państw, w jego obrębie mieszka ponad 14 mln ludzi. Największe miasta w zlewni Cisy to Użhorod na Ukrainie, Preszów i Koszyce na Słowacji, Târgu Mureș, Kluż-Napoka, Satu Mare, Baia Mare, Oradea, Hunedoara, Arad i Timișoara w Rumunii, Miszkolc, Nyíregyháza, Debreczyn, Kecskemét, Békéscsaba, Hódmezővásárhely i Segedyn na Węgrzech, Subotica i Zrenjanin w Serbii. Największym miastem, przez które Cisa przepływa, jest Segedyn.
| Państwo  | powierzchnia zlewni Cisy | część zlewni Cisy | część powierzchni państwa |
| -------- | ------------------------ | ----------------- | ------------------------- |
| Ukraina  | 12 734 km²               | 8,1%              | 2%                        |
| Rumunia  | 72 636 km²               | 46,2%             | 30%                       |
| Słowacja | 15 250 km²               | 9,7%              | 32%                       |
| Węgry    | 46 222 km²               | 29,4%             | 52%                       |
| Serbia   | 10 376 km²               | 6,6%              | 9%                        |

Niemal na całej swej długości, z wyjątkiem odcinka źródłowego, Cisa jest typową rzeką nizinną. Spadek jest bardzo niewielki, zaledwie kilka centymetrów na kilometr, wobec czego nurt rzeki jest powolny. Do czasu regulacji w XIX wieku Cisa tworzyła bardzo szeroką terasę zalewową, podmokłą, pełną meandrów, starorzeczy i nadrzecznych wydm, po której płynęła siecią odnóg i kanałów. Rzeka nie miała wówczas właściwie stałego koryta – podczas kolejnych wezbrań nurt przemieszczał się swobodnie po terasie zalewowej. Podczas powodzi rzeka zalewała do 2 mln hektarów gruntów. Obecnie na większości swego biegu Cisa jest uregulowana i ujęta w wały przeciwpowodziowe.
Reżim rzeczny Cisy jest podobny do reżimu Dunaju. Wezbrania występują wczesną wiosną – wywołane topnieniem śniegów w Karpatach – i wczesnym latem, wywołane deszczami. Na górnej Cisie występuje niekiedy trzecie maksimum opadowe w październiku. O ile drugie wezbranie nie powodowało powodzi, to pierwsze wezbranie spotykało się z równoczesnym wezbraniem Dunaju. Wezbrany Dunaj nie mógł przyjąć wód Cisy, która gwałtownie przybierała, wywołując katastrofalne powodzie (taki charakter miała powódź w 1879, która zniszczyła Segedyn). Na Cisie nie występują natomiast wezbrania wywołane przez zatory lodowe, ponieważ pokrywa lodowa znika wcześniej w jej dolnym biegu. Charakterystyczne dla Cisy są duże wahania stanu wody między niżówką a wezbraniami. U ujścia różnica jest jedenastokrotna (371 m³/s do 3867 m³/s), w Szolnoku – 53-krotna, a w Vásárosnamény – 84-krotna.
Większość wód Cisy pochodzi z Karpat Wschodnich i Wyżyny Transylwańskiej, poza tym Cisa odwadnia pewne części Karpat Zachodnich i Południowych. Największe dopływy Cisy to Samosz, Bodrog, Sajó, Zagyva, Keresz i Marusza. Każdy z nich ma własny rozbudowany system rzeczny.
Cisa jest stale żeglowna od ujścia do Dombrád, a okresowo – aż od Vásárosnamény. Żegluga jest jednak niemożliwa podczas powodzi i niżówek. Liczne kanały żeglugowe łączą Cisę z Dunajem i z Berettyó. Oprócz tego wody Cisy są szeroko wykorzystywane do nawadniania, w związku z czym Cisa jest osią rozległego systemu irygacyjnego.

## Prehistoria

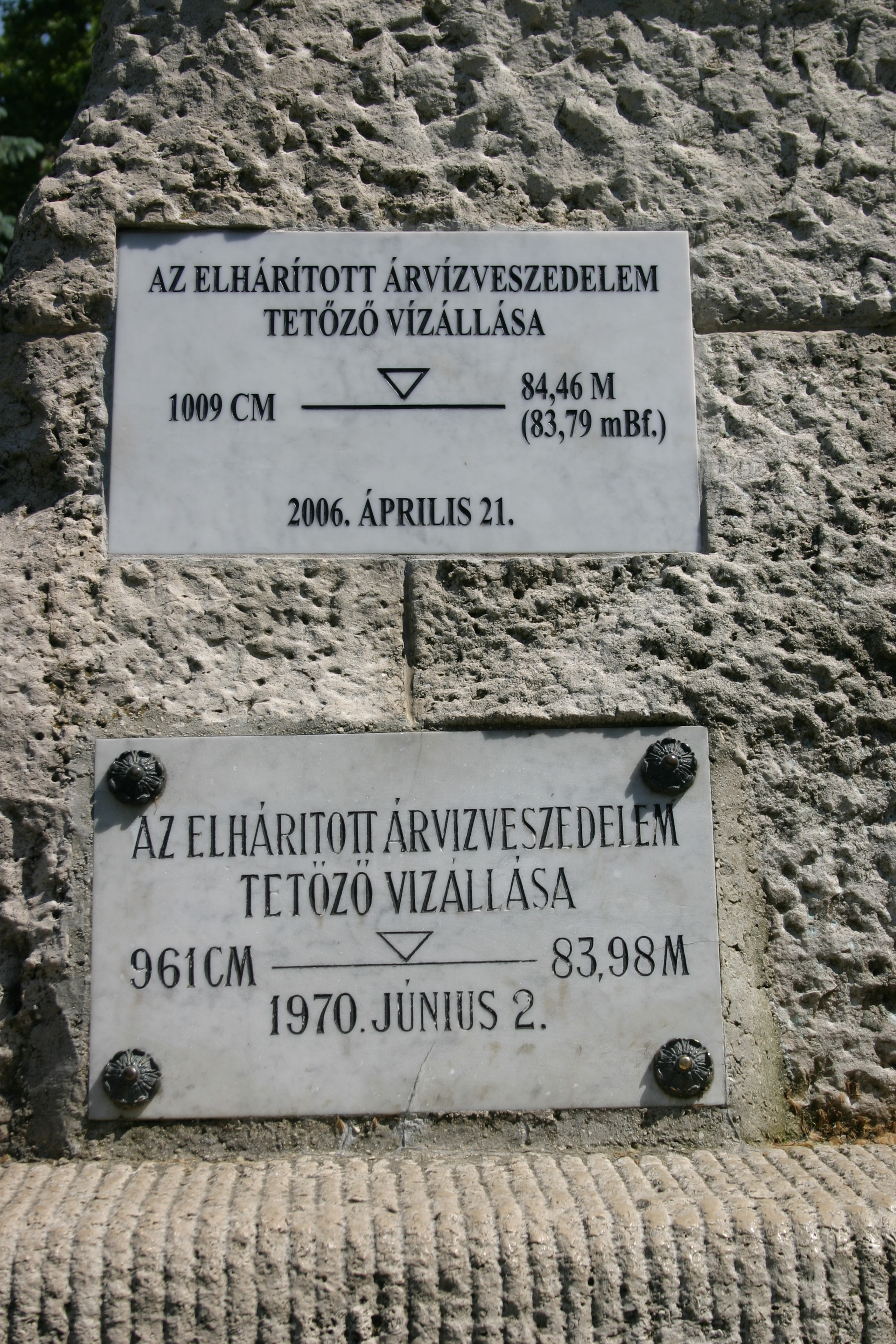
Tablica w Segedynie

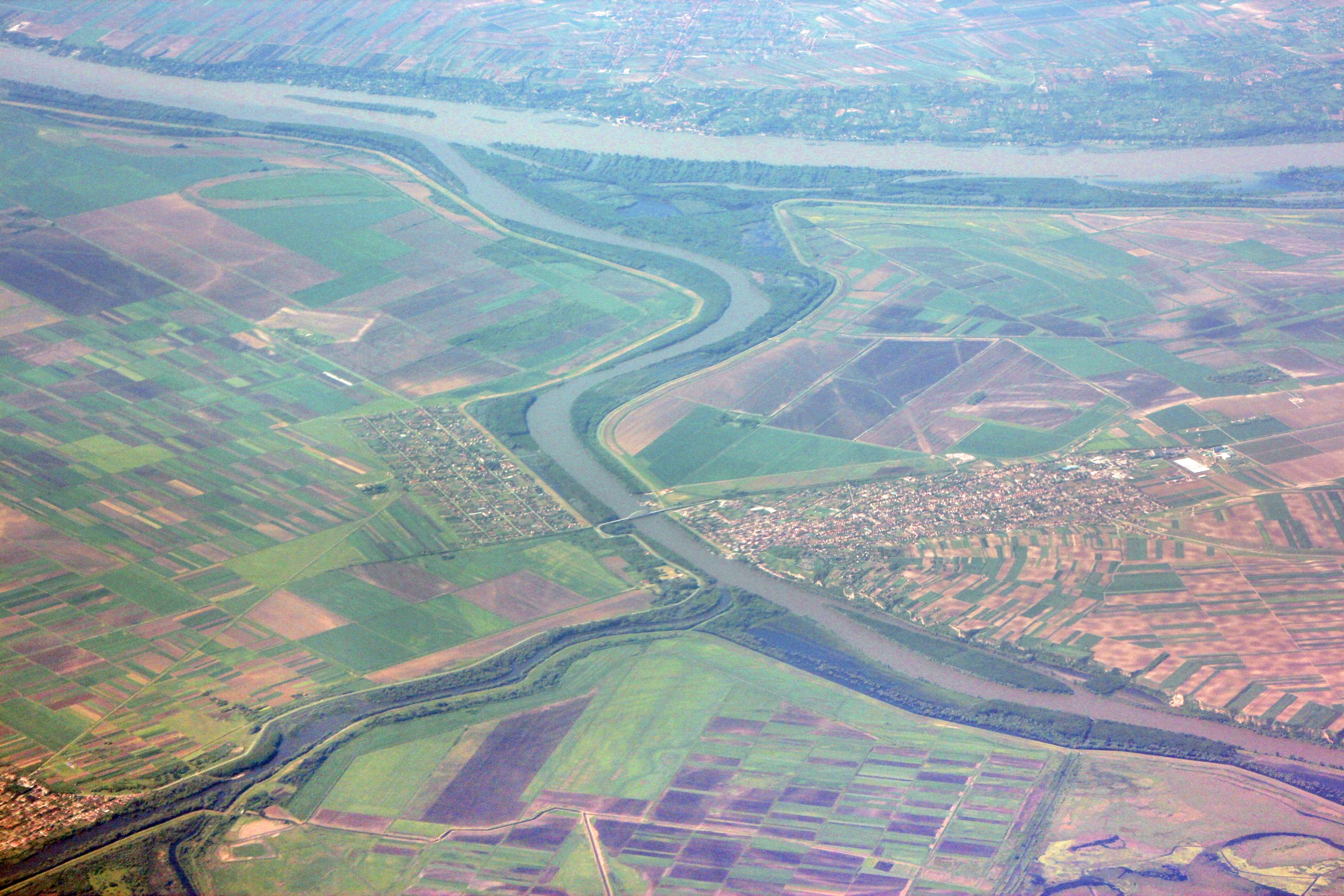
Ujście Cisy do Dunaju

Początki Cisy datują się od czasów, gdy paleozoiczny masyw Tisii zapadł się, tworząc obwiedzioną górami Kotlinę Panońską. W zapadlisku powstało śródlądowe Morze Panońskie. Po utracie połączenia z oceanem światowym 5–6 mln lat temu morze stało się słodkowodnym jeziorem. Cisa była wówczas jedną z krótkich rzek odprowadzających wody z pierścienia gór do tego jeziora. Rzeki kierowały się do najniższego miejsca kotliny, płynąc z północy i północnego wschodu na południe i południowy zachód. Znosiły z gór na niziny wielkie ilości osadów – żwirów, piasków i iłów, zasypując jezioro i tworząc wielkie stożki napływowe. Jednym z takich stożków jest usypana przez Cisę i Samosz wielka piaszczysta równina Nyírség.
45-50 tysięcy lat temu Nyírség został wydźwignięty przez ruchy tektoniczne. Wskutek tego Cisa zmieniła kierunek, omijając go od wschodu, doliną dzisiejszej rzeki Ier. 20-22 tysiące lat temu zapadł się region Równiny Satmarsko-Berehowskiej oraz Bodrogköz i Rétköz. Doszło wówczas do ostatniej zmiany przebiegu Cisy, która obecnie omija Nyírség od północy.

## Historia
Kolejna zmiana charakteru rzeki była dziełem rąk ludzkich. Wobec cyklicznych wielkich powodzi i spowodowanego nimi wyłączenia wielkich obszarów z produkcji rolnej od dawna planowano regulację Cisy i osuszenie jej doliny. Ostatecznie prace podjęto sumptem Korony Węgierskiej w 1846. W wyniku melioracji w XIX i XX wieku 84% powierzchni terasy zalewowej zostało trwale osuszone. Uregulowano 32% długości Cisy, a bieg rzeki skrócono o 453 km poprzez odcięcie meandrów i wyprostowanie nurtu. Pozostało 589 km odciętych zakoli. Przekopano 136 km nowego łożyska. Wały przeciwpowodziowe nad Cisą liczą 2940 km długości i stanowią największy system przeciwpowodziowy w Europie. Regulacja Cisy została w zasadzie zakończona w 1880, jednak również później dokonywano wielu prac, w szczególności kopano kanały transportowe i nawadniające. Ostatnią zmianą było utworzenie w latach 1973–1990 wielkiego sztucznego zbiornika wodnego Cisa.
W latach 1989–2001 doszło do kilku katastrofalnych powodzi Cisy. 30 stycznia 2000 z kopalni złota w Baia Mare wydostało się do Samoszu około 100 000 m³ wody zanieczyszczonej cyjankiem i metalami ciężkimi. Wyciek spowodował w Samoszu i Cisie katastrofę ekologiczną. Podczas powodzi w kwietniu 2006 zanotowano najwyższy w historii stan Cisy – 1009 cm (21 kwietnia 2006 w Segedynie).
Cisa zajmuje szczególne miejsce w węgierskiej kulturze, podobne do miejsca Wisły w kulturze polskiej. Do czasu podziału Węgier po traktacie w Trianon była największą rzeką mającą źródła i ujście w granicach Królestwa Węgier.